# Bryniewo (przystanek kolejowy)
Bryniewo (biał. Брынёва, ros. Бринёво) – przystanek kolejowy i mijanka w miejscowości Bryniowa, w rejonie żytkowickim, w obwodzie homelskim, na Białorusi. Leży na linii Homel - Łuniniec - Żabinka.
Mijanka powstała w 1886 na linii drogi żelaznej poleskiej. W późniejszym okresie powstała tu stacja kolejowa. Bryniewo utraciło status stacji w 2017.